# Корисні копалини Молдови
Молдова має порівняно бідні мінеральні ресурси. Основа мінерально-сировинної бази Молдови — нерудні корисні копалини, представлені природними будівельними матеріалами, сировиною для цементної, скляної, харчової і хімічної промисловості. Є непромислові родовища нафти, природного газу, бурого вугілля і залізних руд. Поширені мінеральні води.

## Окремі види корисних копалин
Вуглеводні. Непромислове родов. нафти (Валенське) виявлене в півд.-зах. частині М. і приурочене до асиметричної антиклінальної складки, складеної вапняками неогену. Глибина залягання продуктивного горизонту 420—455 м. До неогенових відкладів півд.-зах. частини М. приурочені також непром. відклади газу (Вікторівське і інш. родов.). На півдні М. і частково на території Одеської обл. України розвідані 4 невеликих родов. бурого вугілля (Ренійське та інші) із загальними запасами 38 млн т. Пласти вугілля потужністю 0,1-2,6 м залягають на глибинах 9-140 м серед пісків і глин понта і на глиб. 300—500 м в глинисто-мергелистій товщі сармата. Вугілля гумусове, буре, високозольне, низькокалорійне.
Залізняк не утворює в М. пром. родовищ. Воронково-Косницький рудопрояв на півночі М. приурочено до дністровської метабазито-залізорудної гнейсової формації кристалічного фундаменту Українського щита. Рудні тіла піроксен-магнетит-кварцового складу залягають на глиб. 210—240 м у вигляді крутоспадних лінз потужністю 1,2-17,0 м із вмістом Fe 12,6-34,7 %. Прогнозні ресурси 75-400 млн т.
Гіпс. Кривське і Дрепкауцьке родов. гіпсу мають запаси бл. 54 млн т. Пластові поклади високоякісного гіпсу потужністю до 27-30 м приурочені до глинистої товщі баденського ярусу.
Глини цементні приурочені до міоцен-пліоценових і четвертинних відкладів. З двох розвіданих родов. із запасами бл. 60 млн т експлуатується Резінське-2.
Діатоміт. На півн.-сході М. серед г.п. сер. сармата розвинені пластові поклади діатоміту осадового типу. Потужність 2-48 м. Запаси Гідиримського і Резінського родов. становлять 29 млн т. Родов. не експлуатуються внаслідок складних гірничо-геологічних умов.
Скляні піски виявлені на Флорештському і Кодрянському родовищах. Обидва родов. приурочені до відкладів ниж. сармата. Запаси 17,2 млн т.
Кремнеземиста сировина (трепел) в М. є в сеноманських відкладах на півн.-сході країни (Каменський район). Розвідано 5 родов. із запасами 10 млн м3. Експлуатується родов. Каменське-2.
Нерудна індустріальна сировина представлена двома родов. формівних пісків (Атакське і Бирновське) та одним родов. формівних глин (Баймаклійське). Експлуатується Атакське родов. із запасами 11,2 млн т.
З природних будівельних матеріалів є велика к-ть родов. нерудних буд. матеріалів. У М. виявлено бл. 100 родов. вапняків із заг. запасами бл. 1 млрд м3, 84 родов. цегельно-черепичних і керамзитових глин із запасами 230 млн м3, 83 родов. піщано-гравійних порід із запасами 295 млн м3. Середньосарматські вапняки (вміст СаСО3 >93,5 %, нерозчинний залишок <3 %) використовуються як цементна сировина, для одержання буд. вапна і для технол. потреб цукрової промисловості. На півн.-сх. розвідано 5 родов. вапняку (Рибніцьке і інш.) із запасами 285 млн т.
Мінеральні води. Розвідано 4 родов. мінеральних вод із підтвердженими запасами 2040 м3/добу. Води сульфідні, йодобромні, хлоридні, є натрієві розсоли.